# Мозок Брока
«Мозок Брока: Роздуми про романтику науки» (англ. Broca's Brain: Reflections on the Romance of Science) — книга астрофізика Карла Сагана 1979 року. Її розділи спочатку були статтями, опублікованими між 1974 і 1979 роками в різних журналах, зокрема в The Atlantic Monthly, The New Republic, Physics Today, Playboy і Scientific American.

## Назва
Книга названа на честь французького лікаря, анатома й антрополога Поля Брока (1824—1880). Він найбільш відомий своїм відкриттям того, що різні частини мозку виконують різні функції. У своїх дослідженнях він намагався співвіднести особливості людей з анатомією мозку, дослідженою після їх смерті. З цією метою він зберіг сотні людських мізків у банках з формаліном; серед колекції є його власний мозок. Коли Саган знаходить його в Музеї людини, він ставить запитання, яке кидає виклик деяким ключовим ідеям людського існування, наприклад, «Скільки людини, відомої як Пол Брока, все ще залишається в цій банці?» — запитання, яке порушує і релігійні, і наукові питання.

## Зміст
Зміст значної частини книжки стосується розвінчання маргінальної науки. Прикладом цього є полеміка навколо ідей Іммануїла Великовського, викладених у його книзі «Світи у зіткненні». Інша велика частина книги обговорює правила іменування членів нашої Сонячної системи та їхні фізичні особливості. Саган також досить довго обговорює наукову фантастику. Тут він згадує Роберта Гайнлайна як одного з улюблених науково-фантастичних авторів свого дитинства. Близькосмертний досвід та його культурна неоднозначність — ще одна тема есеїв. Саган також критикує ідеї, викладені в книзі Роберта Темпла «Таємниця Сіріуса», опублікованій трьома роками раніше, у 1975 році.
У заключному розділі книги, «Останні питання», Саган пише: «Моє глибоке переконання полягає в тому, що якщо існує бог, хоч трохи подібний до традиційного, то нашу допитливість і розум нам надано таким богом … з іншого боку, якщо такого бога не існує, тоді наша допитливість і розум — це найважливіші інструменти для виживання. В обох випадках прагнення до знання є життєво необхідним для добробуту людського виду».

## Відгуки
«Kirkus Reviews» загалом оцінив збірку як «змішаний, подекуди дивний мішок смаколиків від науковця, який заслуговує на аплодисменти й увагу».
Журнал «People» написав, що, окрім «дивно зворушливого» розділу про збережений мозок Брока, у книзі в цілому «багато науки… але мало романтики».